# Štýrská rýmovaná kronika
Štýrská rýmovaná kronika (něm. Die Steirische Reimchronik) je rakouská středověká kronika napsaná v němčině, obsahující 98.500 veršů.

## Popis
Jedná se o záznam událostí střední Evropy od poloviny 13. století do konce prvního desetiletí století následujícího. Je tvořen sta tisíci verši a zaznamenává i mnohé události našich dějin ze „štýrského“ pohledu, autor Otakar Štýrský je výrazně prohabsburský.
V kronice jsou veršované informace o bitvě na Moravském poli, o jihlavské svatbě Václava II. s Gutou a Anežky s Rudolfem, o vztahu královny Kunhuty a Falkenštejna, vraždě Václava III. a mnoha dalších událostech. Přemysl Otakar II. vystupuje v kronice jako štýrský uchvatitel a mnoho informací a datací není zcela přesných, ale poskytuje nám zajímavý pohled na české dějiny.